# Bătălia de la Dorileea (1147)
Bătălia de la Dorileea este, de fapt, a doua confruntare militară dintre cruciați și musulmani desfășurată în zona localității Dorylaeum, prima dintre ele având loc în cadrul primei cruciade, în anul 1097. A doua bătălie a avut loc la 25 octombrie 1147, în cadrul Cruciadei a doua. Regele Conrad al III-lea al Germaniei, rămas fără provizii, s-a oprit pentru un scurt repaus, iar armata sa de 20.000 de soldați a fost anihilată de către sultanul selgiucid Mesud I. De pe urma acestei lovituri, trupele germane au rămas cu un efectiv de numai 2.000 de cavaleri, cu care devenea extrem de dificil să continue marșul către Ierusalim. Drept urmare, Conrad s-a raliat trupelor conduse de regele Ludovic al VII-lea al Franței. Rolul bătăliei de la Dorylaeum asupra eșecului lamentabil al Cruciadei a doua este astfel covârșitor.